# Бенгтссон, Пер-Инге
Пер-И́нге Бе́нгтссон (швед. Per-Inge Bengtsson; 29 октября 1961, Карлстад) — шведский гребец-байдарочник, выступал за сборную Швеции на всём протяжении 1980-х годов. Участник двух летних Олимпийских игр, дважды серебряный призёр Олимпийских игр в Лос-Анджелесе, двукратный чемпион мира, победитель многих регат национального и международного значения.

## Биография
Пер-Инге Бенгтссон родился 29 октября 1961 года в городе Карлстаде, лен Вермланд. Активно заниматься греблей начал с раннего детства, проходил подготовку в одном из местных спортивных клубов.
Первого серьёзного успеха на взрослом международном уровне добился в 1981 году, когда попал в основной состав шведской национальной сборной и побывал на чемпионате мира в английском Ноттингеме, откуда привёз награду серебряного достоинства, выигранную на дистанции 500 метров в зачёте четырёхместных байдарок. В следующем сезоне на аналогичных соревнованиях в югославском Белграде дважды поднимался на пьедестал почёта: завоевал бронзовую медаль в четвёрках на пятистах метрах и золотую в четвёрках на тысяче метрах.
Благодаря череде удачных выступлений удостоился права защищать честь страны на Олимпийских играх 1984 года в Лос-Анджелесе — стал здесь серебряным призёром сразу в двух разных дисциплинах: в двойках на пятистах метрах в паре с Ларсом-Эриком Мубергом и на тысяче метрах с четырёхместным экипажем, куда кроме Муберга вошли также гребцы Томми Карлс и Томас Ульссон.
В 1985 году Бенгтссон выступил на чемпионате мира в бельгийском Мехелене, где в четвёрках вновь стал бронзовым призёром на пятистах метрах и чемпионом на тысяче метрах. Два года спустя на мировом первенстве в немецком Дуйсбурге взял серебро в километровой гонке четырёхместных экипажей и бронзу в полукилометровой гонке двухместных экипажей. Будучи одним из лидеров шведской гребной сборной, благополучно прошёл квалификацию на Олимпийские игры 1988 года в Сеуле, но, тем не менее, на сей раз попасть в число призёров не смог, в четвёрках на километре показал в финальном заезде лишь восьмой результат, тогда как в двойках на пятистах метрах выбыл из борьбы за медали уже после первого же заезда. Вскоре по окончании этой Олимпиады принял решение завершить карьеру профессионального спортсмена, уступив место в сборной молодым шведским гребцам.